# أستان (رودبار)
أستان (بالفارسية: آستان) هي مستوطنة تقع في إيران في قسم رودبار الريفي. يقدر عدد سكانها بـ 547 نسمة بحسب إحصاء 2016.